# Tom Cat (gruppo musicale)
Tom Cat (トム・キャット?, Tomu Kyatto, TOM★CAT) è stata una band Giapponese degli anni 80 e 90. "TOUGH BOY" e "LOVE SONG" sono i brani con cui sono diventati famosi e sono rispettivamente la colonna sonora della sigla di apertura ("TOUGH BOY") e chiusura ("LOVE SONG") della serie televisiva anime Ken il guerriero 2.

## Formazione

### Formazione originale
- TOM: Voce e Tastiere
  - Pseudonimo di: Atsumi Matsuzaki
- Akio Hinago, Seiji Nagayoshi: Chitarra Elettrica
- Fusahiko Ishikawa, Tadashi Hori: Basso
- Kaoru Takagaki: Batteria
- Keisuke Kikuchi, Tsuru Suzuki: Tastiere

### Formazione attuale
- TOM: Voce e Tastiere
- Keiji Sasaki: Chitarra
- Seiji Nagayoshi: Chitarra
- Hiroaki Naruke: Basso
- Akira Ōtaka: Batteria
- Tsuru Suzuki: Tastiere

## Discografia

### Singoli
- "Furare Kibun Rock'n'Roll" - 1984
- "Summertime Graffiti" - 1985
- "Umare Tsuite no CRAZY" - 1985
- "Hitori Hanrangun" - 1986
- "LADY BLUE" - 1986
- "TOUGH BOY" e "LOVE SONG" -  1987
  - Ken il guerriero 2 sigla apertura e chiusura

### Album
- TOM CAT - 1985
- FENCE - 1986